# Čchö Pjung-čchol
Čchö Pjung-čchol (korejsky 최병철, anglický přepis: Choi Byung-chul; * 24. října 1981 Soul, Jižní Korea) je bývalý jihokorejský sportovní šermíř, který se specializoval na šerm fleretem. Jižní Koreu reprezentoval v prvním a začátkem druhého desetiletí jednadvacátého století. Na olympijských hrách startoval v roce 2004, 2008 a 2012 v soutěži jednotlivců a družstev. V soutěži jednotlivců získal na olympijských hrách 2012 bronzovou olympijskou medaili. S jihokorejským družstvem fleretistů vybojoval roce 2007 třetí místo na mistrovství světa.